# Nils Johan Lysander
Nils Johan Lysander, född 24 januari 1845 i undantagsstugan Lyckelund under Toftagård i Skintaby, Harplinge socken, död 17 augusti 1888 i Gullbrandstorp, var en halländsk gåramålare.
Han son till backstugusittaren Peter Tornqvist men antog i samband med att han 1860 flyttade till Eldsberga socken namnet Lysander. 1864 återkom Lysander till Harplinge där han etablerade sig som privatlärare i skolhuset vid Hansagård i Skintaby. 1869 flyttade han till Gullbrandstorp och bodde 1871–1874 i Göteborg innan han återflyttade till Gullbrandstorp. Från 1874 tituleras han målare i husförhörslängderna. Enligt uppgift skall Lysander ha gått i målarskola, men några dokument om var finns inte bevarade. Man kan skönja influenser från Edward Bergh och Anders Kallenberg i hans måleri. Ett flertal målningar av Lysander finns bevarade i trakterna av Harplinge och alla med motiv från trakten. Inga av hans målningar är dock signerade.